# Ренке
Ренке (словен. Renke) — поселення в общині Літія, Осреднєсловенський регіон, Словенія. Висота над рівнем моря: 230,6 м.